# Supercoppa italiana 2004 (pallavolo femminile)
La Supercoppa italiana di pallavolo femminile 2004 si è svolta dal 1º al 2 ottobre 2004: al torneo hanno partecipato quattro squadre di club italiane e la vittoria finale è andata per la quinta volta al Volley Bergamo.

## Regolamento
Le squadre hanno disputato semifinali, finale terzo posto e finale.

## Squadre partecipanti
| Squadra            | Qualificazione                                   | Ultima partecipazione    |
| ------------------ | ------------------------------------------------ | ------------------------ |
| Bergamo            | Vincitrice Serie A1 2003-04                      | Supercoppa italiana 2002 |
| Giannino Pieralisi | Semifinalista play-off scudetto Serie A1 2003-04 | Debutto                  |
| Asystel            | Vincitrice Coppa Italia 2003-04                  | Supercoppa italiana 2003 |
| Sirio Perugia      | Semifinalista Coppa Italia 2000-01               | Supercoppa italiana 2003 |

## Torneo
|  | Semifinali         | Semifinali         | Semifinali    |               |         | Finale 1º/2º posto | Finale 1º/2º posto | Finale 1º/2º posto |  |
|  |                    |                    |               |               |         |                    |                    |                    |  |
|  | Bergamo            | Bergamo            | 3             |               |         |                    |                    |                    |  |
|  | Bergamo            | Bergamo            | 3             |               |         |                    |                    |                    |  |
|  | Giannino Pieralisi | Giannino Pieralisi | 0             |               |         |                    |                    |                    |  |
|  | Giannino Pieralisi | Giannino Pieralisi | 0             |               | Bergamo | Bergamo            | 3                  |                    |  |
|  |                    |                    |               |               | Bergamo | Bergamo            | 3                  |                    |  |
|  |                    |                    | Sirio Perugia | Sirio Perugia | 0       |                    |                    |                    |  |
|  | Asystel            | Asystel            | Sirio Perugia | Sirio Perugia | 0       | 1                  |                    |                    |  |
|  | Asystel            | Asystel            |               |               |         | 1                  |                    |                    |  |
|  | Sirio Perugia      | Sirio Perugia      | 3             |               |         | Finale 3º/4º posto | Finale 3º/4º posto | Finale 3º/4º posto |  |
|  | Sirio Perugia      | Sirio Perugia      | 3             |               |         |                    |                    |                    |  |
|  |                    |                    |               |               |         |                    |                    |                    |  |
|  |                    |                    |               |               |         | Giannino Pieralisi | Giannino Pieralisi | 0                  |  |
|  |                    |                    |               |               |         | Giannino Pieralisi | Giannino Pieralisi | 0                  |  |
|  |                    |                    |               |               |         | Asystel            | Asystel            | 3                  |  |

### Semifinali
| 1º ottobre 2004 PalaCastagnaretta, Cuneo Durata: ? - Spettatori: ? | Bergamo | 3 - 0 | Giannino Pieralisi | 25-15, 25-23, 25-18        |
| 1º ottobre 2004 PalaCastagnaretta, Cuneo Durata: ? - Spettatori: ? | Asystel | 1 - 3 | Sirio Perugia      | 31-33, 17-25, 25-13, 21-25 |

### Finale 3º posto
| 2 ottobre 2004 PalaCastagnaretta, Cuneo Durata: ? - Spettatori: ? | Giannino Pieralisi | 0 - 3 | Asystel | 21-25, 21-25, 22-25 |

### Finale
| 2 ottobre 2004 PalaCastagnaretta, Cuneo Durata: ? - Spettatori: ? | Bergamo | 3 - 0 | Sirio Perugia | 25-18, 25-11, 25-20 |